# Aktion, Grekland
Aktion (grekiska Ἄκτιον, latin Actium; nu Punta) var under antiken en stad och udde i det nordvästligaste hörnet av det grekiska landskapet Akarnanien, vid inloppet till Sinus Ambracius (Artaviken). Aktion var frejdat genom den stora seger som Octavianus Augustus där vann över Marcus Antonius i slaget vid Aktion 31 f.Kr. Segern säkrades av den nära vännen fältherren Marcus Vipsanius Agrippa. Till minne av denna seger lät Augustus tillbygga och försköna det berömda Apollontemplet på Aktion, vid vilket han även vart tredje år lät fira de s.k. aktiska spelen.